# Paul Gleason
Paul Gleason, född 4 maj 1939 i Jersey City, New Jersey, död 27 maj 2006 i Burbank, Kalifornien, var en amerikansk skådespelare.
Han slog igenom i TV-serien All My Children 1976-1978 och är mest känd för rollen som biträdande rektor Richard Vernon i Breakfast Club. 

## Filmografi i urval
- 1972 – Banacek (TV-serie) (1 avsnitt)
- 1972 – På farligt uppdrag (TV-serie) (1 avsnitt)
- 1975 – Columbo (TV-serie) (1 avsnitt)
- 1976–1978 – All My Children (TV-serie)
- 1981 – Coopers kupp
- 1981 – En brud för mycket
- 1983 – Ombytta roller
- 1983 – På nåd och onåd
- 1984 – The A-Team (TV-serie) (1 avsnitt)
- 1984 – Cagney och Lacey (TV-serie) (1 avsnitt)
- 1984 – Magnum (TV-serie) (1 avsnitt)
- 1984 – Remington Steele (TV-serie) (1 avsnitt)
- 1984 – Spanarna på Hill Street (TV-serie) (1 avsnitt)
- 1985 – Breakfast Club
- 1985 – Dallas (TV-serie) (3 avsnitt)
- 1985 – Ewoks: Flykten från Endor
- 1986 – McCall (TV-serie) (1 avsnitt)
- 1986 – Miami Vice (TV-serie) (1 avsnitt)
- 1987 – Maktkamp på Falcon Crest (TV-serie) (1 avsnitt)
- 1987 – Skönheten och odjuret (TV-serie) (1 avsnitt)
- 1988 – Die Hard
- 1988 – Johnny Be Good
- 1989 – 21 Jump Street (TV-serie) (1 avsnitt)
- 1991 – Lagens änglar (TV-serie) (1 avsnitt)
- 1993 – Laddat vapen 1
- 1994 – I Love Trouble
- 1994 – Lois & Clark (TV-serie) (1 avsnitt)
- 1994–1996 – One West Waikiki (TV-serie) (19 avsnitt)
- 1994 – Seinfeld (TV-serie) (1 avsnitt)
- 1997 – Här är ditt liv, Cory (TV-serie) (2 avsnitt)
- 1997 – Money Talks
- 1997 – NewsRadio (TV-serie) (1 avsnitt)
- 1997 – Shadow Conspiracy
- 1998 – No Code of Conduct
- 1999 – Nash Bridges (TV-serie) (1 avsnitt)
- 2000 – Vänner (TV-serie) (1 avsnitt)
- 2001 – Not Another Teen Movie
- 2003 – Dawsons Creek (TV-serie) (2 avsnitt)
- 2004 – Drake & Josh (TV-serie) (1 avsnitt)
- 2004 – Malcolm – Ett geni i familjen (TV-serie) (2 avsnitt)
- 2005 – Cold Case (TV-serie) (1 avsnitt)
- 2005 – The George Lopez Show (TV-serie) (1 avsnitt)